# Jean-Baptiste Henri Lacordaire
Jean-Baptiste Henri Lacordaire, w zakonie jako Henri-Dominique Lacordaire (ur. 12 maja 1802, zm. 21 listopada 1861) – francuski dominikanin, prowincjał.

## Życiorys
Był niewierzący, jego poglądy ewoluowały ku deizmowi, stał się zwolennikiem J.J. Rousseau. Skończył studia prawnicze w Dijon i w roku 1822 rozpoczął staż adwokacki w Paryżu. W 1824 roku nawrócił się na katolicyzm, podjął naukę w seminarium duchownym. W roku 1827 został wyświęcony na kapłana.
Od roku 1830 był współredaktorem „L'Avenir” – dziennika potępionego wkrótce przez Grzegorza XVI. Za nieakceptowaną przez Stolicę Apostolską działalność duchowny przeprosił papieża.
Rekolekcje głoszone przez niego w paryskiej katedrze Notre–Dame w roku 1835 zgromadziły tysiące słuchaczy. Postanowił odnowić francuską prowincję Zakonu Braci Kaznodziejów. W Viterbo w roku 1840 został obłóczony w habit dominikański. Jego kaznodziejstwo przyciągało wielu ludzi do życia zakonnego, zakładał klasztory, zdobywał środki na ich utrzymanie. W 1850 roku został mianowany na prowincjała reaktywowanej prowincji dominikańskiej we Francji. Po zamachu stanu w 1851 roku wycofał się z życia publicznego, poświęcił uwagę wychowaniu młodzieży. W 1860 roku przyjęto go do Akademii Francuskiej.